# Boris Barth
Boris Barth (9. října 1961, Duisburg – 4. září 2023) byl německý historik.
Barth studoval historii a filosofii na Univerzitě Heinricha Heine v Düsseldorfu, kde promoval s nejvyšším vyznamenáním. Habilitoval se na Kostnické univerzitě prací o tzv. mýtu dýky v zádech. Odborně se zaměřuje na moderní dějiny, dějiny rasismu a globalizace.
Barth působil jako hostující profesor na Filozofické fakultě Univerzity Karlovy a Fakultě sociálních věd Univerzity Karlovy.